# Université des sciences appliquées de La Haye

## Présentation
L'université des sciences appliquées de La Haye ou la Haute École de La Haye (en néerlandais De Haagse Hogeschool) est une haute école spécialisée, fondée le 1er septembre 1987 après la fusion de quatorze petits établissements de l'enseignement supérieur de la région. 
Depuis 2003, l'université technique de Ryswick est également comprise dans l'université des sciences appliquées de La Haye
Le bâtiment principal de l'université de La Haye est situé derrière la gare de La Haye-Hollands Spoor (Den Haag HS).